# 中国国民党革命委员会四川省委员会
中国国民党革命委员会四川省委员会，简称民革四川省委、四川民革，是中国国民党革命委员会在四川省的地方组织。